# Circuit de la Sarthe 2006
Il Circuit de la Sarthe 2006, cinquantaquattresima edizione della corsa, si svolse dal 4 al 7 aprile su un percorso di 668 km ripartiti in 4 tappe (la seconda suddivisa in due semitappe), con partenza a Mouilleron-le-Captif e arrivo a Le Mans. Fu vinto dal tedesco Stefan Schumacher della Gerolsteiner davanti all'ucraino Serhij Hončar e al danese Brian Bach Vandborg.

## Tappe
| Tappa  | Data     | Percorso                                    | km    | Vincitore di tappa   | Leader cl. generale |
| ------ | -------- | ------------------------------------------- | ----- | -------------------- | ------------------- |
| 1ª     | 4 aprile | Mouilleron-le-Captif > Saint-Mars-la-Jaille | 193   | Robert Förster       |                     |
| 2ª-1ª  | 5 aprile | Saint-Mars-la-Jaille > Angers               | 93,8  | Paride Grillo        |                     |
| 2ª-1ª  | 5 aprile | Angers > Angers (cron. individuale)         | 8,8   | Ivan Basso           |                     |
| 3ª     | 6 aprile | Angers > Ernée                              | 188,3 | Alberto Loddo        |                     |
| 4ª     | 7 aprile | Ernée > Le Mans                             | 184,4 | Alessandro Bertolini | Stefan Schumacher   |
| Totale | Totale   | Totale                                      | 668   |                      |                     |

## Dettagli delle tappe

### 1ª tappa
- 4 aprile: Mouilleron-le-Captif > Saint-Mars-la-Jaille – 193 km

| Pos. | Corridore      | Squadra      | Tempo    |
| ---- | -------------- | ------------ | -------- |
| 1    | Robert Förster | Gerolsteiner | 5h03'53" |
| 2    | Alberto Loddo  | Selle Italia | s.t.     |
| 3    | Anthony Ravard | Bouygues     | s.t.     |

| Pos. | Corridore | Squadra | Tempo |
| ---- | --------- | ------- | ----- |

### 2ª tappa - 1ª semitappa
- 5 aprile: Saint-Mars-la-Jaille > Angers – 93,8 km

| Pos. | Corridore      | Squadra      | Tempo    |
| ---- | -------------- | ------------ | -------- |
| 1    | Paride Grillo  | Panaria      | 2h17'00" |
| 2    | Alberto Loddo  | Selle Italia | s.t.     |
| 3    | Robert Förster | Gerolsteiner | s.t.     |

| Pos. | Corridore | Squadra | Tempo |
| ---- | --------- | ------- | ----- |

### 2ª tappa - 2ª semitappa
- 5 aprile: Angers > Angers (cron. individuale) – 8,8 km

| Pos. | Corridore           | Squadra      | Tempo  |
| ---- | ------------------- | ------------ | ------ |
| 1    | Ivan Basso          | CSC          | 10'33" |
| 2    | Brian Bach Vandborg | CSC          | a 1"   |
| 3    | Stefan Schumacher   | Gerolsteiner | a 3"   |

| Pos. | Corridore | Squadra | Tempo |
| ---- | --------- | ------- | ----- |

### 3ª tappa
- 6 aprile: Angers > Ernée – 188,3 km

| Pos. | Corridore         | Squadra      | Tempo    |
| ---- | ----------------- | ------------ | -------- |
| 1    | Alberto Loddo     | Selle Italia | 4h37'37" |
| 2    | Stefan Schumacher | Gerolsteiner | s.t.     |
| 3    | Anthony Ravard    | Bouygues     | s.t.     |

| Pos. | Corridore | Squadra | Tempo |
| ---- | --------- | ------- | ----- |

### 4ª tappa
- 7 aprile: Ernée > Le Mans – 184,4 km

| Pos. | Corridore            | Squadra      | Tempo    |
| ---- | -------------------- | ------------ | -------- |
| 1    | Alessandro Bertolini | Selle Italia | 4h21'35" |
| 2    | Serhij Hončar        | T-Mobile     | s.t.     |
| 3    | Chris Sutton         | Cofidis      | a 5"     |

| Pos. | Corridore           | Squadra      | Tempo     |
| ---- | ------------------- | ------------ | --------- |
| 1    | Stefan Schumacher   | Gerolsteiner | 16h30'40" |
| 2    | Serhij Hončar       | T-Mobile     | s.t.      |
| 3    | Brian Bach Vandborg | CSC          | a 3"      |

## Classifiche finali

### Classifica generale
| Pos. | Corridore             | Squadra          | Tempo     |
| ---- | --------------------- | ---------------- | --------- |
| 1    | Stefan Schumacher     | Gerolsteiner     | 16h30'40" |
| 2    | Serhij Hončar         | T-Mobile         | s.t.      |
| 3    | Brian Bach Vandborg   | Team CSC         | a 3"      |
| 4    | Ivan Basso            | Team CSC         | s.t.      |
| 5    | Sergiy Matveyev       | Ceramica Panaria | a 5"      |
| 6    | Benoît Vaugrenard     | FDJ              | a 6"      |
| 7    | Christophe Moreau     | Ag2r Prévoyance  | a 11"     |
| 8    | Michael Rogers        | T-Mobile         | a 12"     |
| 9    | José Alberto Martínez | Agritubel        | a 13"     |
| 10   | Stef Clement          | Bouygues Télécom | a 14"     |